# Tensobentenga (Tensobentenga)
Pour les articles homonymes, voir Tensobentenga.
Ne doit pas être confondu avec Tensobtenga.
Tensobentenga ou Tansobentenga est un village du département et la commune rurale de Tensobentenga, dont il est le chef-lieu, situé dans la province du Kouritenga et la région du Centre-Est au Burkina Faso.

## Démographie
| 2003  | 2006  | 2012 |
| ----- | ----- | ---- |
| 1 462 | 1 627 | -    |

## Économie
L'activité économique de la commune est liée à l'agriculture maraichère et l'élevage développés en aval du barrage (d'une capacité de 191 000 m3) situé au sud de la ville et réalisé entre 2001 et 2011 avec l'aide de l'ONG Îles de paix.

## Santé et éducation
Tensobentenga accueille un centre de santé et de promotion sociale (CSPS) tandis que le centre médical avec antenne chirurgicale (CMA) se trouve à Koupéla.